# La Fille du puisatier (1940)
La Fille du puisatier is een Franse film van Marcel Pagnol die uitgebracht werd in 1940. 

## Verhaal
Patricia is de mooie 18-jarige dochter van Pascal Amoretti, putdelver en weduwnaar. Op een dag in 1939 ontmoet ze de 26-jarige Jacques Mazel, een aantrekkelijke piloot. Het is liefde op het eerste gezicht.
Als de Tweede Wereldoorlog uitbreekt wordt Jacques gemobiliseerd om deel uit te maken van een squadron. Hij beseft niet dat Patricia ondertussen zwanger geworden is. Pascal Amoretti zoekt contact met de bemiddelde ouders van Jacques om hen op de hoogte te brengen van de zwangerschap van zijn dochter. Die reageren echter negatief want ze denken dat Patricia's vader alleen maar uit is op geld. Enige tijd na de bevalling vernemen Jacques' ouders dat het vliegtuig van hun zoon neergestort is. Op hun beurt zoeken zijn nu contact met Patricia en hun kleinzoontje, het enige dierbare en tastbare dat hen nog rest van hun zoon. 

## Rolverdeling
| Acteur           | Personage                                       |
| ---------------- | ----------------------------------------------- |
| Raimu            | Pascal Amoretti, de putdelver                   |
| Fernandel        | Félipe Rambert, de helper van Pascal            |
| Josette Day      | Patricia Amoretti, de oudste dochter van Pascal |
| Charpin          | meneer Mazel                                    |
| Line Noro        | Marie Mazel, de vrouw van meneer Mazel          |
| Georges Grey     | Jacques Mazel, de zoon van meneer Mazel         |
| Milly Mathis     | Nathalie                                        |
| Clairette Oddera | Amanda Amoretti, de jongste dochter van Pascal  |
| Félicien Tramel  | Maxime Exbrayat, de ober                        |
| Marcel Maupi     | de bediende                                     |
| Charles Blavette | de verver                                       |